# Papilio charopus
Espèce
Papilio charopus est une espèce de lépidoptères (papillons) de la famille des Papilionidae. Cette espèce est présente en Afrique subsaharienne.

## Systématique
L'espèce Papilio charopus a été décrite pour la première fois en 1843 par l'entomologiste John Obadiah Westwood dans Arcana entomologica.